# Koponyák (film)
A Koponyák (eredeti cím: The Skulls) 2000-ben bemutatott amerikai filmthriller Rob Cohen rendezésében. A főbb szerepekben Joshua Jackson, Paul Walker és Leslie Bibb látható. 
Az Amerikai Egyesült Államokban 2000. március 31-én mutatta be Universal Pictures. A kritikusok lehúzták, azonban elég sikeres volt ahhoz, hogy két közvetlen folytatás készüljön: a Koponyák 2. (2002) és a Koponyák 3. (2004).

## Cselekmény
Luke MacNamara Yale-i diák élete a feje tetejére áll: telefonhívást kap és meghívják a Koponyák nevű titkos társaságba, amelyet korábban elítélt. Úgy tűnik, az elit szervezet révén fényes jövő nyílik előtte, de Luke rájön, hogy ennek ára van.

## Szereplők
| Színész              | Szerep                     | Magyar hang     |
| -------------------- | -------------------------- | --------------- |
| Joshua Jackson       | Lucas John "Luke" McNamara | Bolba Tamás     |
| Paul Walker          | Caleb Mandrake             | Németh Kristóf  |
| Hill Harper          | Will Beckford              | Dévai Balázs    |
| Leslie Bibb          | Chloe Whitfield            | Zsigmond Tamara |
| Christopher McDonald | Martin Lombard             | Rubold Ödön     |
| Steve Harris         | Sparrow nyomozó            | Kálid Artúr     |
| William Petersen     | Ames Levritt szenátor      | Csernák János   |
| Craig T. Nelson      | Litten Mandrake bíró       | Bács Ferenc     |
| Derek Aasland        | Sullivan                   | Janovics Sándor |
| David Asman          | Jason Pitcairn             | Vári Attila     |
| Scott Gibson         | Scott Gibson               | Seder Gábor     |

## A film készítése
1999 márciusában jelentették be, hogy az Universal megvásárolta az amerikai és brit forgalmazási jogokat, a tinédzsereknek szánt produkciók felé történő terjeszkedés részeként. A film nemzetközi értékesítését a Summit Entertainment végezte. A Newmarket Films finanszírozta az Original film cég által gyártott filmet.
A filmet Torontóban forgatták, a cselekmény helyszíne a Yale Egyetemnek álcázott Torontói Egyetem volt. Jeleneteket forgattak a város Guildwood nevű külvárosában is.
A filmben a Torontói Egyetem számos nevezetes épülete szerepel. Az University College egy része a Koponyák főhadiszállását jelképezi, míg a Koponyák vezetőjének irodája a Trinity College-ban található. A rivális társaság székhelye a diáktanács épületében található. A főszereplők a Burwash Hallban élnek . A nyitó evezős jelenetet az Ontario állambeli St. Catharinesben forgatták. Több jelenetet a Szent Lőrinc-víziúton lévő Dark Islanden forgatták.

## Fogadtatás

### Bevétel
A film a 3. helyen nyitott az észak-amerikai mozikban, 11 034 dollárt termelve a nyitóhétvégén, az Irány Eldorádó és az Erin Brockovich – Zűrös természet mögött.

### Kritikai visszhang
A Rotten Tomatoes-on 9%-os értékelést kapott 85 kritika alapján. Az oldal kritikusainak egyetértése szerint: "A Koponyák tele van ostobaságokkal, és hiányzik belőle a jó forgatókönyv és a cselekmény". A Metacritic-en 24%-os pontszámot ért el 24 kritikus véleménye alapján, ami "általánosságban kedvezőtlen kritikákat" eredményez. A CinemaScore által megkérdezett közönség A-tól F-ig terjedő skálán B osztályzatot adott a filmnek.
Roger Ebert a Chicago Sun-Times-tól így jellemezte a filmet: "Annyira sokféleképpen nevetséges, hogy már egyfajta szánalmas magasztosságot ér el".

## Fordítás
- Ez a szócikk részben vagy egészben  a   The Skulls (film) című angol Wikipédia-szócikk fordításán alapul.  Az eredeti cikk szerkesztőit annak laptörténete sorolja fel. Ez a jelzés csupán a megfogalmazás eredetét és a szerzői jogokat jelzi, nem szolgál a cikkben szereplő információk forrásmegjelöléseként.